# Montchanin
Montchanin là một xã ở tỉnh Saône-et-Loire của Pháp.

## Thông tin nhân khẩu
Theo điều tra dân số năm 1999, xã này có dân số 5.593.